# Boney M./Diskografie
Diese Diskografie ist eine Übersicht über die musikalischen Werke der deutschen Disco-Band Boney M. Den Quellenangaben zufolge hat sie bisher mehr als 150 Millionen Tonträger verkauft. In Deutschland verkaufte die Band über 5,8 Millionen Tonträger, womit sie zu den Musikern mit den meisten Tonträgerverkäufen in Deutschland zählt. Ihre erfolgreichste Veröffentlichung ist die Single Rivers of Babylon mit über 4,3 Millionen verkauften Einheiten. In Deutschland ist das dritte Studioalbum Nightflight to Venus die kommerziell erfolgreichste Veröffentlichung der Band. Das Album zählt dort mit über einer Million verkauften Einheiten zu den meistverkauften Musikalben des Landes.
Bei der Diskografie ist zu berücksichtigen, dass diese sich nur auf offizielle Tonträger beschränkt. Neben den offiziellen, größtenteils weltweit veröffentlichten Tonträgern, erschienen auch diverse regionale Veröffentlichungen, vor allem Kompilationen. Tonträger, die nur regional und nicht durch die offiziellen Musiklabels erschienen, wurden nur berücksichtigt, wenn diese Chartplatzierungen oder Verkäufe nachweisen können und somit zum kommerziellen Erfolg der Band beitrugen.

## Alben

### Studioalben
| Jahr | Titel Musiklabel                               | Höchstplatzierung, Gesamtwochen/‑monate, AuszeichnungChartplatzierungen (Jahr, Titel, Musiklabel, Platzierungen, Wochen/Monate, Auszeichnungen, Anmerkungen) | Höchstplatzierung, Gesamtwochen/‑monate, AuszeichnungChartplatzierungen (Jahr, Titel, Musiklabel, Platzierungen, Wochen/Monate, Auszeichnungen, Anmerkungen) | Höchstplatzierung, Gesamtwochen/‑monate, AuszeichnungChartplatzierungen (Jahr, Titel, Musiklabel, Platzierungen, Wochen/Monate, Auszeichnungen, Anmerkungen) | Höchstplatzierung, Gesamtwochen/‑monate, AuszeichnungChartplatzierungen (Jahr, Titel, Musiklabel, Platzierungen, Wochen/Monate, Auszeichnungen, Anmerkungen) | Höchstplatzierung, Gesamtwochen/‑monate, AuszeichnungChartplatzierungen (Jahr, Titel, Musiklabel, Platzierungen, Wochen/Monate, Auszeichnungen, Anmerkungen) | Anmerkungen                                                  |
| Jahr | Titel Musiklabel                               | DE | AT | CH | UK | US | Anmerkungen                                                  |
| ---- | ---------------------------------------------- | --- | --- | --- | --- | --- | ------------------------------------------------------------ |
| 1976 | Take the Heat Off Me Hansa Records (Ariola)    | DE2 Gold · (13 Mt.)DE | AT6 (9 Mt.)AT | — | UK40 Silber · (5 Wo.)UK | — | Erstveröffentlichung: 28. Juni 1976 Verkäufe: + 626.259      |
| 1977 | Love for Sale Hansa Records (Ariola)           | DE1 Platin · (15½ Mt.)DE | AT1 (10 Mt.)AT | — | UK13 Gold · (10 Wo.)UK | — | Erstveröffentlichung: 2. Mai 1977 Verkäufe: + 886.218        |
| 1978 | Nightflight to Venus Hansa Records (Ariola)    | DE1 ×2Doppelplatin · (61 Wo.)DE | AT1 Gold · (9 Mt.)AT | — | UK1 Platin · (65 Wo.)UK | US134 (10 Wo.)US | Erstveröffentlichung: 23. Juni 1978 Verkäufe: + 2.231.000    |
| 1979 | Oceans of Fantasy Hansa Records (Ariola)       | DE1 Platin · (37 Wo.)DE | AT1 (4½ Mt.)AT | — | UK1 Platin · (18 Wo.)UK | — | Erstveröffentlichung: 21. September 1979 Verkäufe: + 879.117 |
| 1981 | Boonoonoonoos Hansa Records (Ariola)           | DE15 (18 Wo.)DE | AT14 (½ Mt.)AT | — | — | — | Erstveröffentlichung: 28. September 1981 Verkäufe: + 110.000 |
| 1984 | Ten Thousand Lightyears Hansa Records (Ariola) | DE23 (14 Wo.)DE | — | — | — | — | Erstveröffentlichung: Februar 1984                           |
| 1985 | Eye Dance Hansa Records (Ariola)               | — | — | — | — | — | Erstveröffentlichung: 2. Oktober 1985                        |

grau schraffiert: keine Chartdaten aus diesem Jahr verfügbar

### Kompilationen (Auswahl)
| Jahr | Titel Musiklabel                                                                          | Höchstplatzierung, Gesamtwochen/‑monate, AuszeichnungChartplatzierungen (Jahr, Titel, Musiklabel, Platzierungen, Wochen/Monate, Auszeichnungen, Anmerkungen) | Höchstplatzierung, Gesamtwochen/‑monate, AuszeichnungChartplatzierungen (Jahr, Titel, Musiklabel, Platzierungen, Wochen/Monate, Auszeichnungen, Anmerkungen) | Höchstplatzierung, Gesamtwochen/‑monate, AuszeichnungChartplatzierungen (Jahr, Titel, Musiklabel, Platzierungen, Wochen/Monate, Auszeichnungen, Anmerkungen) | Höchstplatzierung, Gesamtwochen/‑monate, AuszeichnungChartplatzierungen (Jahr, Titel, Musiklabel, Platzierungen, Wochen/Monate, Auszeichnungen, Anmerkungen) | Höchstplatzierung, Gesamtwochen/‑monate, AuszeichnungChartplatzierungen (Jahr, Titel, Musiklabel, Platzierungen, Wochen/Monate, Auszeichnungen, Anmerkungen) | Anmerkungen                                                                                 |
| Jahr | Titel Musiklabel                                                                          | DE | AT | CH | UK | US | Anmerkungen                                                                                 |
| ---- | ----------------------------------------------------------------------------------------- | --- | --- | --- | --- | --- | ------------------------------------------------------------------------------------------- |
| 1979 | The Best Atlantic Records (Warner)                                                        | — | — | — | — | — | Erstveröffentlichung: Februar 1979 Verkäufe: + 66.000; Veröffentlichung nur in Japan        |
| 1980 | The Magic of Boney M. – 20 Golden Hits Hansa Records (Ariola)                             | DE2 Gold · (25 Wo.)DE | AT5 Platin · (4½ Mt.)AT | — | UK1 Gold · (26 Wo.)UK | — | Erstveröffentlichung: Februar 1980 Verkäufe: + 840.000                                      |
| 1981 | Children of Paradise – The Greatest Hits of Boney M. – Vol. 2 Hansa Records (Ariola)      | — | — | — | — | — | Erstveröffentlichung: Juni 1981                                                             |
| 1984 | Kalimba de luna – 16 Happy Songs Hansa Records (Ariola)                                   | — | — | — | — | — | Erstveröffentlichung: November 1984                                                         |
| 1990 | The Very Best of Village People & Boney M. Concept Records                                | — | — | — | — | — | Erstveröffentlichung: Oktober 1990                                                          |
| 1991 | Daddy Cool – The Star Collection Hansa Records (BMG)                                      | DE— PlatinDE | — | — | — | — | Erstveröffentlichung: 1. Juli 1991 Verkäufe: + 500.000                                      |
| 1992 | Gold – 20 Super Hits auch bekannt als: The Greatest Hits (UK) MCI Records (Ariola)        | DE5 Gold · (23 Wo.)DE | AT6 Gold · (4 Mt.)AT | CH5 Platin · (14 Wo.)CH | UK14 (10 Wo.)UK | — | Erstveröffentlichung: 30. November 1992 Verkäufe: + 621.029                                 |
| 1993 | More Gold – 20 Super Hits Vol. II MCI Records (Ariola)                                    | — | AT38 (5 Wo.)AT | — | — | — | Erstveröffentlichung: 25. Oktober 1993                                                      |
| 1996 | Best in Spain Ariola (BMG)                                                                | — | — | — | — | — | Erstveröffentlichung: 1996 Verkäufe: + 20.000                                               |
| 1997 | The Best of Boney M. Camden Records (Sony)                                                | — | — | — | UK— GoldUK | — | Erstveröffentlichung: 3. April 1997 Verkäufe: + 190.205                                     |
| 2000 | The Complete Collection CMC Records (BMG)                                                 | — | — | — | — | — | Erstveröffentlichung: 7. November 2000 Verkäufe: + 50.000; Veröffentlichung nur in Dänemark |
| 2001 | The Greatest Hits auch bekannt als: Australia’s Greatest Hits BMG Rights Management (BMG) | — | — | — | UK66 Gold · (4 Wo.)UK | — | Erstveröffentlichung: 3. Dezember 2001 Verkäufe: + 100.000                                  |
| 2006 | The Magic of Boney M. Hansa Records (BMG Ariola)                                          | DE7 a (22 Wo.)DE | AT10 a (15 Wo.)AT | CH39 (15 Wo.)CH | UK45 Gold · (4 Wo.)UK | — | Erstveröffentlichung: 27. Oktober 2006 Verkäufe: + 100.000                                  |
| 2008 | Ultimate Boney M. – Long Versions and Rarities – Volume 1: 1976–1980 Farian (Sony BMG)    | — | — | — | — | — | Erstveröffentlichung: 29. August 2008                                                       |
| 2008 | The Best 12inch Versions Farian (Sony BMG)                                                | — | — | — | — | — | Erstveröffentlichung: 7. November 2008                                                      |
| 2009 | Ultimate Boney M. – Long Versions and Rarities – Volume 2: 1980–1983 Farian (Sony)        | — | — | — | — | — | Erstveröffentlichung: 27. Februar 2009                                                      |
| 2009 | Let It All Be Music - The Party Album MCI (Sony)                                          | — | — | — | UK— SilberUK | — | Erstveröffentlichung: 8. Mai 2009 Verkäufe: + 60.000                                        |
| 2009 | Ultimate Boney M. – Long Versions and Rarities – Volume 3: 1984–1987 Farian (Sony)        | — | — | — | — | — | Erstveröffentlichung: 28. August 2009                                                       |
| 2012 | The Essential Boney M. Legacy Records (Sony)                                              | — | — | — | UK— GoldUK | — | Erstveröffentlichung: 27. August 2012 Verkäufe: + 100.000                                   |

grau schraffiert: keine Chartdaten aus diesem Jahr verfügbar

### Remixalben (Auswahl)
| Jahr | Titel Musiklabel                                                          | Höchstplatzierung, Gesamtwochen, AuszeichnungChartplatzierungen (Jahr, Titel, Musiklabel, Platzierungen, Wochen, Auszeichnungen, Anmerkungen) | Höchstplatzierung, Gesamtwochen, AuszeichnungChartplatzierungen (Jahr, Titel, Musiklabel, Platzierungen, Wochen, Auszeichnungen, Anmerkungen) | Höchstplatzierung, Gesamtwochen, AuszeichnungChartplatzierungen (Jahr, Titel, Musiklabel, Platzierungen, Wochen, Auszeichnungen, Anmerkungen) | Höchstplatzierung, Gesamtwochen, AuszeichnungChartplatzierungen (Jahr, Titel, Musiklabel, Platzierungen, Wochen, Auszeichnungen, Anmerkungen) | Höchstplatzierung, Gesamtwochen, AuszeichnungChartplatzierungen (Jahr, Titel, Musiklabel, Platzierungen, Wochen, Auszeichnungen, Anmerkungen) | Anmerkungen                                                 |
| Jahr | Titel Musiklabel                                                          | DE | AT | CH | UK | US | Anmerkungen                                                 |
| ---- | ------------------------------------------------------------------------- | --- | --- | --- | --- | --- | ----------------------------------------------------------- |
| 1986 | The Best of 10 Years – 32 Superhits Hansa Records (Ariola)                | DE3 (10 Wo.)DE | — | — | UK35 (5 Wo.)UK | — | Erstveröffentlichung: 6. Januar 1986                        |
| 1988 | Greatest Hits of All Times – Remix ’88 Hansa Records (Ariola)             | — | — | — | — | — | Erstveröffentlichung: 25. Oktober 1988 Verkäufe: + 300.000  |
| 1989 | Greatest Hits of All Times – Remix ’89 – Volume II Hansa Records (Ariola) | — | — | — | — | — | Erstveröffentlichung: November 1989                         |
| 1999 | 20th Century Hits MCI Records (Ariola)                                    | DE30 (9 Wo.)DE | — | CH37 (5 Wo.)CH | — | — | Erstveröffentlichung: 15. November 1999 Verkäufe: + 100.000 |
| 2011 | Boney M. Goes Club Farian (Sony)                                          | — | — | — | — | — | Erstveröffentlichung: 11. Februar 2011                      |

### Weihnachtsalben (Auswahl)
| Jahr | Titel Musiklabel                                                                                      | Höchstplatzierung, Gesamtwochen, AuszeichnungChartplatzierungen (Jahr, Titel, Musiklabel, Platzierungen, Wochen, Auszeichnungen, Anmerkungen) | Höchstplatzierung, Gesamtwochen, AuszeichnungChartplatzierungen (Jahr, Titel, Musiklabel, Platzierungen, Wochen, Auszeichnungen, Anmerkungen) | Höchstplatzierung, Gesamtwochen, AuszeichnungChartplatzierungen (Jahr, Titel, Musiklabel, Platzierungen, Wochen, Auszeichnungen, Anmerkungen) | Höchstplatzierung, Gesamtwochen, AuszeichnungChartplatzierungen (Jahr, Titel, Musiklabel, Platzierungen, Wochen, Auszeichnungen, Anmerkungen) | Höchstplatzierung, Gesamtwochen, AuszeichnungChartplatzierungen (Jahr, Titel, Musiklabel, Platzierungen, Wochen, Auszeichnungen, Anmerkungen) | Anmerkungen                                                          |
| Jahr | Titel Musiklabel                                                                                      | DE | AT | CH | UK | US | Anmerkungen                                                          |
| ---- | --- | --- | --- | --- | --- | --- | -------------------------------------------------------------------- |
| 1981 | Christmas Album auch bekannt als: Christmas with Boney M. oder Happy Christmas Hansa Records (Ariola) | DE14 Gold · (8 Wo.)DE | AT35 (5 Wo.)AT | CH95 (3 Wo.)CH | — | — | Erstveröffentlichung: Oktober 1981 Verkäufe: + 565.000               |
| 2010 | Feliz Navidad – A Wonderful Christmas Farian (Sony)                                                   | DE93 (2 Wo.)DE | — | — | — | — | Erstveröffentlichung: 12. November 2010                              |
| 2017 | World Music for Christmas Sony Music (Sony)                                                           | DE53 (2 Wo.)DE | — | CH82 (1 Wo.)CH | — | — | Erstveröffentlichung: 10. November 2017 feat. Liz Mitchell & Friends |

grau schraffiert: keine Chartdaten aus diesem Jahr verfügbar

## Singles
| Jahr | Titel Album | Höchstplatzierung, Gesamtwochen/‑monate, AuszeichnungChartplatzierungen (Jahr, Titel, Album, Platzierungen, Wochen/Monate, Auszeichnungen, Anmerkungen) | Höchstplatzierung, Gesamtwochen/‑monate, AuszeichnungChartplatzierungen (Jahr, Titel, Album, Platzierungen, Wochen/Monate, Auszeichnungen, Anmerkungen) | Höchstplatzierung, Gesamtwochen/‑monate, AuszeichnungChartplatzierungen (Jahr, Titel, Album, Platzierungen, Wochen/Monate, Auszeichnungen, Anmerkungen) | Höchstplatzierung, Gesamtwochen/‑monate, AuszeichnungChartplatzierungen (Jahr, Titel, Album, Platzierungen, Wochen/Monate, Auszeichnungen, Anmerkungen) | Höchstplatzierung, Gesamtwochen/‑monate, AuszeichnungChartplatzierungen (Jahr, Titel, Album, Platzierungen, Wochen/Monate, Auszeichnungen, Anmerkungen) | Anmerkungen                                                                              | [↑]: gemeinsam behandelt mit vorhergehendem Eintrag; [←]: in beiden Charts platziert |
| Jahr | Titel Album | DE | AT | CH | UK | US | Anmerkungen                                                                              |                                                                                      |
| ---- | --- | --- | --- | --- | --- | --- | ---------------------------------------------------------------------------------------- | ------------------------------------------------------------------------------------ |
| 1975 | Baby Do You Wanna Bump Take the Heat Off Me                                                                             | — | — | — | — | — | Erstveröffentlichung: Februar 1975                                                       |                                                                                      |
| 1976 | Daddy Cool Take the Heat Off Me                                                                                         | DE1 Gold · (34 Wo.)DE | AT1 (7 Mt.)AT | CH1 (20 Wo.)CH | UK6 Gold · (12 Wo.)UK | US65 (5 Wo.)US | Erstveröffentlichung: 31. Mai 1976 Verkäufe: + 1.965.000                                 |                                                                                      |
| 1976 | Sunny Take the Heat Off Me                                                                                              | DE1 (26 Wo.)DE | AT1 (5 Mt.)AT | CH2 (12 Wo.)CH | UK3 Silber · (10 Wo.)UK | — | Erstveröffentlichung: 22. November 1976 Verkäufe: + 359.000; Original: Mieko Hirota      |                                                                                      |
| 1977 | Ma Baker Love for Sale                                                                                                  | DE1 Gold · (28 Wo.)DE | AT1 (6 Mt.)AT | CH1 (18 Wo.)CH | UK2 Gold · (13 Wo.)UK | US96 (3 Wo.)US | Erstveröffentlichung: 2. Mai 1977 Verkäufe: + 802.000                                    |                                                                                      |
| 1977 | Belfast Love for Sale                                                                                                   | DE1 (27 Wo.)DE | AT2 (5 Mt.)AT | CH1 (17 Wo.)CH | UK8 (13 Wo.)UK | — | Erstveröffentlichung: 19. September 1977 Verkäufe: + 17.000; Original: Gilla             |                                                                                      |
| 1978 | Rivers of Babylon Nightflight to Venus                                                                                  | DE1 Platin · (37 Wo.)DE | AT1 (7 Mt.)AT | CH1 (21 Wo.)CH | UK1 Platin · (40 Wo.)UK | US30 (17 Wo.)US | Erstveröffentlichung: März 1978 Verkäufe: + 3.846.000; Original: The Melodians           |                                                                                      |
| 1978 | Brown Girl in the Ring Nightflight to Venus[DE: ↑][AT: ↑][CH: ↑][UK: ↑][US: ↑]                                          | DE1 Platin · (37 Wo.)DE | AT1 (7 Mt.)AT | CH1 (21 Wo.)CH | UK1 Platin · (40 Wo.)UK | US30 (17 Wo.)US | Erstveröffentlichung: März 1978 Exuma – Brown Girl                                       |                                                                                      |
| 1978 | Rasputin Nightflight to Venus                                                                                           | DE1 (20 Wo.)DE | AT1 (4 Mt.)AT | CH2 (11 Wo.)CH | UK2 Platin · (10 Wo.)UK | — | Erstveröffentlichung: 28. August 1978 Verkäufe: + 1.160.000                              |                                                                                      |
| 1978 | Painter Man Nightflight to Venus[DE: ↑][AT: ↑][CH: ↑]                                                                   | DE1 (20 Wo.)DE | AT1 (4 Mt.)AT | CH2 (11 Wo.)CH | UK10 Silber · (6 Wo.)UK | — | Erstveröffentlichung: 28. August 1978 Verkäufe: + 250.000; Original: The Creation        |                                                                                      |
| 1978 | Mary’s Boy Child – Oh My Lord The Magic of Boney M. – 20 Golden Hits                                                    | DE1 Gold · (29 Wo.)DE | AT3 (25 Wo.)AT | CH1 (12 Wo.)CH | UK1 Platin · (50 Wo.)UK | US85 (5 Wo.)US | Erstveröffentlichung: 27. November 1978 Verkäufe: + 3.000.000; Original: Harry Belafonte |                                                                                      |
| 1978 | Dancing in the Streets Children of Paradise – The Greatest Hits of Boney M. – Vol. 2[DE: ↑][AT: ↑][CH: ↑][UK: ↑][US: ↑] | DE1 Gold · (29 Wo.)DE | AT3 (25 Wo.)AT | CH1 (12 Wo.)CH | UK1 Platin · (50 Wo.)UK | US85 (5 Wo.)US | Erstveröffentlichung: 27. November 1978 Verkäufe: + 30.000                               |                                                                                      |
| 1979 | Hooray! Hooray! It’s a Holi-Holiday The Magic of Boney M. – 20 Golden Hits                                              | DE4 (22 Wo.)DE | AT3 (4 Mt.)AT | CH4 (10 Wo.)CH | UK3 Silber · (9 Wo.)UK | — | Erstveröffentlichung: 26. März 1979 Verkäufe: + 475.000                                  |                                                                                      |
| 1979 | El Lute Oceans of Fantasy                                                                                               | DE1 Gold · (33 Wo.)DE | AT1 (4 Mt.)AT | CH2 (14 Wo.)CH | UK12 Silber · (11 Wo.)UK | — | Erstveröffentlichung: Juli 1979 Verkäufe: + 694.000                                      |                                                                                      |
| 1979 | Gotta Go Home Oceans of Fantasy[DE: ↑][AT: ↑][CH: ↑][UK: ↑]                                                             | DE1 Gold · (33 Wo.)DE | AT1 (4 Mt.)AT | CH2 (14 Wo.)CH | UK12 Silber · (11 Wo.)UK | — | Erstveröffentlichung: Juli 1979 Original: Nighttrain – Hallo Bimmelbahn                  |                                                                                      |
| 1979 | I’m Born Again Oceans of Fantasy                                                                                        | DE7 (20 Wo.)DE | AT9 (1 Mt.)AT | CH6 (7 Wo.)CH | UK35 (7 Wo.)UK | — | Erstveröffentlichung: November 1979                                                      |                                                                                      |
| 1979 | Bahama Mama Oceans of Fantasy[DE: ↑]                                                                                    | DE7 (20 Wo.)DE | AT12 (½ Wo.)AT[CH: ↑][UK: ↑] | CH6 (7 Wo.)CH | UK35 (7 Wo.)UK | — | Erstveröffentlichung: November 1979 Verkäufe: + 27.000                                   |                                                                                      |
| 1980 | I See a Boat (On the River) The Magic of Boney M. – 20 Golden Hits                                                      | DE5 (25 Wo.)DE | AT3 (3½ Mt.)AT | CH9 (7 Wo.)CH | UK57 (5 Wo.)UK | — | Erstveröffentlichung: Februar 1980 Verkäufe: + 50.000                                    |                                                                                      |
| 1980 | My Friend Jack The Magic of Boney M. – 20 Golden Hits[DE: ↑][AT: ↑][CH: ↑][UK: ↑]                                       | DE5 (25 Wo.)DE | AT3 (3½ Mt.)AT | CH9 (7 Wo.)CH | UK57 (5 Wo.)UK | — | Erstveröffentlichung: Februar 1980 Verkäufe: + 21.000; Original: The Smoke               |                                                                                      |
| 1980 | Children of Paradise Kalimba de luna – 16 Happy Songs                                                                   | DE11 (19 Wo.)DE | AT12 (2½ Mt.)AT | — | UK66 (2 Wo.)UK | — | Erstveröffentlichung: September 1980                                                     |                                                                                      |
| 1980 | Gadda-Da-Vida Kalimba de luna – 16 Happy Songs[DE: ↑][AT: ↑]                                                            | DE11 (19 Wo.)DE | AT12 (2½ Mt.)AT | —[UK: ↑] | UK66 (2 Wo.)UK | — | Erstveröffentlichung: September 1980 Original: Iron Butterfly                            |                                                                                      |
| 1980 | Felicidad (Margherita) Kalimba de luna – 16 Happy Songs                                                                 | DE6 (27 Wo.)DE | AT6 (3 Mt.)AT | CH3 (8 Wo.)CH | — | — | Erstveröffentlichung: November 1980 Original: Pino Massara                               |                                                                                      |
| 1980 | Strange Children of Paradise – The Greatest Hits of Boney M. – Vol. 2[DE: ↑][AT: ↑][CH: ↑]                              | DE6 (27 Wo.)DE | AT6 (3 Mt.)AT | CH3 (8 Wo.)CH | — | — | Erstveröffentlichung: November 1980                                                      |                                                                                      |
| 1981 | Consuela Biaz Boonoonoonoos                                                                                             | DE13 (16 Wo.)DE | AT7 (2 Mt.)AT | CH4 (8 Wo.)CH | — | — | Erstveröffentlichung: Mai 1981                                                           |                                                                                      |
| 1981 | Malaika Boonoonoonoos[DE: ↑][AT: ↑][CH: ↑]                                                                              | DE13 (16 Wo.)DE | AT7 (2 Mt.)AT | CH4 (8 Wo.)CH | — | — | Erstveröffentlichung: Mai 1981                                                           |                                                                                      |
| 1981 | We Kill the World (Don’t Kill the World) Boonoonoonoos                                                                  | DE12 (19 Wo.)DE | — | CH3 (9 Wo.)CH | UK39 (5 Wo.)UK | — | Erstveröffentlichung: September 1981                                                     |                                                                                      |
| 1981 | Boonoonoonoos [DE: ↑]                                                                                                   | DE12 (19 Wo.)DE | —[CH: ↑][UK: ↑] | CH3 (9 Wo.)CH | UK39 (5 Wo.)UK | — | Erstveröffentlichung: September 1981                                                     |                                                                                      |
| 1981 | Little Drummer Boy Christmas Album                                                                                      | DE20 (4 Wo.)DE | — | — | — | — | Erstveröffentlichung: November 1981 Original: Trapp Family Singers                       |                                                                                      |
| 1981 | Boney M. on 45 (Medley) –[DE: ↑]                                                                                        | DE20 (4 Wo.)DE | — | — | — | — | Erstveröffentlichung: November 1981                                                      |                                                                                      |
| 1982 | The Carnival Is Over –                                                                                                  | DE41 (14 Wo.)DE | — | CH11 (4 Wo.)CH | — | — | Erstveröffentlichung: Juni 1982                                                          |                                                                                      |
| 1982 | Going Back West –[DE: ↑]                                                                                                | DE41 (14 Wo.)DE | —[CH: ↑] | CH11 (4 Wo.)CH | — | — | Erstveröffentlichung: Juni 1982                                                          |                                                                                      |
| 1983 | Jambo – Hakuna Matata (No Problems) Kalimba de luna – 16 Happy Songs                                                    | DE48 (5 Wo.)DE | — | CH11 (5 Wo.)CH | — | — | Erstveröffentlichung: Juni 1983                                                          |                                                                                      |
| 1984 | Somewhere in the World Ten Thousand Lightyears                                                                          | DE49 (5 Wo.)DE | — | — | — | — | Erstveröffentlichung: März 1984                                                          |                                                                                      |
| 1984 | Kalimba de luna Kalimba de luna – 16 Happy Songs                                                                        | DE16 (22 Wo.)DE | AT11 (½ Mt.)AT | CH23 (3 Wo.)CH | — | — | Erstveröffentlichung: Juli 1984                                                          |                                                                                      |
| 1984 | Happy Song Kalimba de luna – 16 Happy Songs                                                                             | DE7 (16 Wo.)DE | AT15 (2½ Mt.)AT | CH21 (7 Wo.)CH | — | — | Erstveröffentlichung: Oktober 1984 Original: Baby’s Gang                                 |                                                                                      |
| 1985 | My Chérie Amour Eye Dance                                                                                               | DE55 (5 Wo.)DE | — | — | — | — | Erstveröffentlichung: Mai 1985 Original: Stevie Wonder                                   |                                                                                      |
| 1985 | Young Free and Single Eye Dance                                                                                         | DE48 (6 Wo.)DE | — | — | — | — | Erstveröffentlichung: August 1985                                                        |                                                                                      |
| 1986 | Bang Bang Lulu Eye Dance                                                                                                | — | — | — | — | — | Erstveröffentlichung: Juni 1986                                                          |                                                                                      |
| 1988 | Rivers of Babylon (Remix ’88) Greatest Hits of All Times – Remix ’88                                                    | — | — | — | UK52 (3 Wo.)UK | — | Erstveröffentlichung: Oktober 1988                                                       |                                                                                      |
| 1988 | Mary’s Boy Child (Remix ’88) Greatest Hits of All Times – Remix ’88                                                     | — | — | —[UK: ↑] | UK52 (3 Wo.)UK | — | Erstveröffentlichung: Oktober 1988                                                       |                                                                                      |
| 1988 | Megamix ’88 Greatest Hits of All Times – Remix ’88                                                                      | — | — | — | UK100 (1 Wo.)UK | — | Erstveröffentlichung: November 1988 Verkäufe: + 400.000                                  |                                                                                      |
| 1988 | Rasputin ’88 Greatest Hits of All Times – Remix ’88                                                                     | — | — | —[UK: ↑] | UK100 (1 Wo.)UK | — | Erstveröffentlichung: November 1988                                                      |                                                                                      |
| 1989 | The Summer Megamix Greatest Hits of All Times – Remix ’89 – Volume II                                                   | — | — | — | UK92 (1 Wo.)UK | — | Erstveröffentlichung: Juni 1989                                                          |                                                                                      |
| 1990 | Stories – | — | — | CH26 (1 Wo.)CH | UK94 (1 Wo.)UK | — | Erstveröffentlichung: März 1990                                                          |                                                                                      |
| 1992 | Mega Mix Greatest Hits of All Times – Remix ’89 – Volume II                                                             | DE26 (11 Wo.)DE | AT11 (10 Wo.)AT | — | UK7 (9 Wo.)UK | — | Erstveröffentlichung: 23. November 1992                                                  |                                                                                      |
| 1992 | Christmas Mega Mix – | — | — | — | — | — | Erstveröffentlichung: November 1992                                                      |                                                                                      |
| 1993 | Brown Girl in the Ring (Remix ’93) Gold – 20 Super Hits                                                                 | — | — | — | UK38 (3 Wo.)UK | — | Erstveröffentlichung: April 1993                                                         |                                                                                      |
| 1998 | Ma Baker (Somebody Scream) 20th Century Hits                                                                            | DE28 (15 Wo.)DE | AT19 (12 Wo.)AT | CH21 (17 Wo.)CH | UK22 (2 Wo.)UK | — | Erstveröffentlichung: Dezember 1998 vs. Sash!/Horny United                               |                                                                                      |
| 1999 | Daddy Cool ’99 20th Century Hits                                                                                        | DE47 (9 Wo.)DE | — | CH49 (4 Wo.)CH | — | — | Erstveröffentlichung: 2. August 1999 feat. Mobi T.                                       |                                                                                      |
| 1999 | Hooray! Hooray! (Caribbean Night Fever) 20th Century Hits                                                               | DE79 (3 Wo.)DE | — | CH80 (2 Wo.)CH | — | — | Erstveröffentlichung: 8. November 1999                                                   |                                                                                      |
| 2000 | Sunny ’00 20th Century Hits                                                                                             | — | — | CH80 (1 Wo.)CH | — | — | Erstveröffentlichung: 7. Februar 2000                                                    |                                                                                      |
| 2001 | Daddy Cool 2001 The Greatest Hits                                                                                       | — | — | — | UK47 (2 Wo.)UK | — | Erstveröffentlichung: November 2001                                                      |                                                                                      |
| 2006 | Sunny (Mousse T. Remix) The Magic of Boney M.                                                                           | — | — | — | — | — | Erstveröffentlichung: 27. Oktober 2006                                                   |                                                                                      |
| 2009 | Felicidad America (Obama – Obama) –                                                                                     | — | — | — | — | — | Erstveröffentlichung: 9. Januar 2009 feat. Sherita O. & Yulee B.                         |                                                                                      |
| 2010 | Barbra Streisand Boney M. Goes Club                                                                                     | — | — | — | — | — | Erstveröffentlichung: 3. Dezember 2010 Original: Nighttrain – Hallo Bimmelbahn           |                                                                                      |
| 2021 | Rasputin (Remix) – | DE38 Gold · (18 Wo.)DE | AT18 (26 Wo.)AT | CH27 Platin · (26 Wo.)CH | UK11 Platin · (24 Wo.)UK | US— GoldUS | Erstveröffentlichung: 26. Februar 2021 Verkäufe: + 1.717.000; mit Majestic               |                                                                                      |

Label zu Baby Do You Wanna Bump
Label zu Daddy Cool
Label zu Sunny
Label zu Rivers of Babylon
Label zu Mary’s Boy Child

## Videoalben
| Jahr | Titel Musiklabel                                 | Höchstplatzierung, Gesamtwochen, AuszeichnungChartplatzierungen (Jahr, Titel, Musiklabel, Platzierungen, Wochen, Auszeichnungen, Anmerkungen) | Höchstplatzierung, Gesamtwochen, AuszeichnungChartplatzierungen (Jahr, Titel, Musiklabel, Platzierungen, Wochen, Auszeichnungen, Anmerkungen) | Höchstplatzierung, Gesamtwochen, AuszeichnungChartplatzierungen (Jahr, Titel, Musiklabel, Platzierungen, Wochen, Auszeichnungen, Anmerkungen) | Höchstplatzierung, Gesamtwochen, AuszeichnungChartplatzierungen (Jahr, Titel, Musiklabel, Platzierungen, Wochen, Auszeichnungen, Anmerkungen) | Höchstplatzierung, Gesamtwochen, AuszeichnungChartplatzierungen (Jahr, Titel, Musiklabel, Platzierungen, Wochen, Auszeichnungen, Anmerkungen) | Anmerkungen                                                                   |
| Jahr | Titel Musiklabel                                 | DE | AT | CH | UK | US | Anmerkungen                                                                   |
| ---- | ------------------------------------------------ | --- | --- | --- | --- | --- | ----------------------------------------------------------------------------- |
| 2006 | The Magic of Boney M. Hansa Records (BMG Ariola) | DE*DE | — | — | UK38 (2 Wo.)UK | — | Erstveröffentlichung: 27. Oktober 2006 Verkäufe: + 7.500; * siehe Kompilation |
| 2015 | Diamonds Sony Music (Sony)                       | DE*DE | — | CH10 (1 Wo.)CH | — | — | Erstveröffentlichung: 27. März 2015 * siehe Boxset                            |

## Boxsets (Auswahl)
| Jahr | Titel Musiklabel                | Höchstplatzierung, Gesamtwochen, AuszeichnungChartplatzierungen (Jahr, Titel, Musiklabel, Platzierungen, Wochen, Auszeichnungen, Anmerkungen) | Höchstplatzierung, Gesamtwochen, AuszeichnungChartplatzierungen (Jahr, Titel, Musiklabel, Platzierungen, Wochen, Auszeichnungen, Anmerkungen) | Höchstplatzierung, Gesamtwochen, AuszeichnungChartplatzierungen (Jahr, Titel, Musiklabel, Platzierungen, Wochen, Auszeichnungen, Anmerkungen) | Höchstplatzierung, Gesamtwochen, AuszeichnungChartplatzierungen (Jahr, Titel, Musiklabel, Platzierungen, Wochen, Auszeichnungen, Anmerkungen) | Höchstplatzierung, Gesamtwochen, AuszeichnungChartplatzierungen (Jahr, Titel, Musiklabel, Platzierungen, Wochen, Auszeichnungen, Anmerkungen) | Anmerkungen                             |
| Jahr | Titel Musiklabel                | DE | AT | CH | UK | US | Anmerkungen                             |
| ---- | ------------------------------- | --- | --- | --- | --- | --- | --------------------------------------- |
| 2015 | Diamonds Sony Music (Sony)      | DE20 (7 Wo.)DE | AT19 (6 Wo.)AT | CH30 (4 Wo.)CH | — | — | Erstveröffentlichung: 27. März 2015     |
| 2019 | Gold Crimson Productions (Sony) | — | — | — | UK41 (3 Wo.)UK | — | Erstveröffentlichung: 15. November 2019 |

## Promoveröffentlichungen
| Jahr | Titel Album                           | Anmerkungen                                                                              |
| ---- | ------------------------------------- | ---------------------------------------------------------------------------------------- |
| 1978 | Help! Help! Take The Heat Off Me      | Erstveröffentlichung: 12. Januar 1978 Original: Gilla – Ich brenne                       |
| 1979 | Voodoonight Nightflight to Venus      | Erstveröffentlichung: 25. Februar 1979 Verkäufe: + 24.000; Veröffentlichung nur in Japan |
| 1979 | Let It All Be Music Oceans of Fantasy | Erstveröffentlichung: September 1979                                                     |
| 1979 | Oceans of Fantasy                     | Erstveröffentlichung: September 1979                                                     |
| 1982 | Zion’s Daughter Christmas Album       | Erstveröffentlichung: November 1982                                                      |

## Statistik

### Chartauswertung
|                     | DE     | AT     | CH    | UK     | US    |
| ------------------- | ------ | ------ | ----- | ------ | ----- |
| Nummer-eins-Alben   | DE3DE  | AT3AT  | CH—CH | UK3UK  | US—US |
| Top-10-Alben        | DE8DE  | AT7AT  | CH1CH | UK3UK  | US—US |
| Alben in den Charts | DE15DE | AT11AT | CH6CH | UK10UK | US1US |

|                       | DE     | AT     | CH     | UK     | US    |
| --------------------- | ------ | ------ | ------ | ------ | ----- |
| Nummer-eins-Singles   | DE8DE  | AT6AT  | CH5CH  | UK2UK  | US—US |
| Top-10-Singles        | DE13DE | AT13AT | CH14CH | UK10UK | US—US |
| Singles in den Charts | DE28DE | AT20AT | CH24CH | UK23UK | US4US |

|                          | DE    | AT    | CH    | UK    | US    |
| ------------------------ | ----- | ----- | ----- | ----- | ----- |
| Nummer-eins-Videoalben   | DE—DE | AT—AT | CH—CH | UK—UK | US—US |
| Top-10-Videoalben        | DE—DE | AT—AT | CH1CH | UK—UK | US—US |
| Videoalben in den Charts | DE—DE | AT—AT | CH1CH | UK1UK | US—US |

### Auszeichnungen für Musikverkäufe
| Land/RegionAuszeichnungen für Musikverkäufe (Land/Region, Auszeichnungen, Verkäufe, Quellen) | Silber     | Gold       | Platin       | Verkäufe  | Quellen                           |
| -------------------------------------------------------------------------------------------- | ---------- | ---------- | ------------ | --------- | --------------------------------- |
| Australien (ARIA)                                                                            | —          | 5× Gold5   | 3× Platin3   | 372.500   | aria.com.au                       |
| Belgien (BRMA)                                                                               | —          | Gold1      | —            | 220.000   | ultratop.be                       |
| Dänemark (IFPI)                                                                              | —          | 7× Gold7   | 7× Platin7   | 985.000   | ifpi.dk                           |
| Deutschland (BVMI)                                                                           | —          | 9× Gold9   | 6× Platin6   | 5.800.000 | musikindustrie.de                 |
| Finnland (IFPI)                                                                              | —          | 6× Gold6   | —            | 169.828   | ifpi.fi                           |
| Frankreich (SNEP)                                                                            | —          | 4× Gold4   | Platin1      | 1.800.000 | infodisc.fr                       |
| Griechenland (IFPI)                                                                          | —          | 2× Gold2   | —            | 100.000   | Einzelnachweise                   |
| Hongkong (IFPI/HKRIA)                                                                        | —          | Gold1      | 5× Platin5   | 110.000   | ifpihk.org                        |
| Irland (IRMA)                                                                                | —          | Gold1      | —            | 7.500     | irishcharts.ie                    |
| Israel (IFPI)                                                                                | —          | 2× Gold2   | —            | 40.000    | Einzelnachweise                   |
| Italien (FIMI)                                                                               | —          | 2× Gold2   | Platin1      | 155.000   | fimi.it                           |
| Japan (RIAJ)                                                                                 | —          | —          | —            | 780.000   | Einzelnachweise                   |
| Kanada (MC)                                                                                  | —          | 4× Gold4   | 9× Platin9   | 1.175.000 | musiccanada.com                   |
| Mexiko (AMPROFON)                                                                            | —          | Gold1      | —            | 70.000    | amprofon.com.mx                   |
| Neuseeland (RMNZ)                                                                            | —          | —          | 9× Platin9   | 155.000   | aotearoamusiccharts.co.nz NZ2 NZ3 |
| Niederlande (NVPI)                                                                           | —          | 7× Gold7   | 2× Platin2   | 1.000.000 | nvpi.nl                           |
| Norwegen (IFPI)                                                                              | —          | —          | Platin1      | 50.000    | ifpi.no                           |
| Österreich (IFPI)                                                                            | —          | 2× Gold2   | Platin1      | 100.000   | ifpi.at                           |
| Polen (ZPAV)                                                                                 | —          | —          | Platin1      | 50.000    | olis.pl                           |
| Schweden (IFPI)                                                                              | —          | 2× Gold2   | 3× Platin3   | 365.000   | ifpi.se SE2                       |
| Schweiz (IFPI)                                                                               | —          | —          | 2× Platin2   | 70.000    | hitparade.ch                      |
| Spanien (Promusicae)                                                                         | —          | 3× Gold3   | 6× Platin6   | 670.000   | elportaldemusica.es ES2 ES3 ES4   |
| Ungarn (MAHASZ)                                                                              | —          | —          | 3× Platin3   | 12.000    | slagerlistak.hu                   |
| Vereinigte Staaten (RIAA)                                                                    | —          | Gold1      | —            | 500.000   | riaa.com                          |
| Vereinigtes Königreich (BPI)                                                                 | 6× Silber6 | 8× Gold8   | 6× Platin6   | 6.371.180 | bpi.co.uk                         |
| Insgesamt                                                                                    | 6× Silber6 | 68× Gold68 | 66× Platin66 |           |                                   |